# Julius Harris
Julius Harris (17. august 1923 – 17. oktober 2004) var en amerikansk skuespiller. Han er nok mest kendt for rollen som håndlangeren Tee Hee i James Bond-filmen Live and Let Die fra 1973.